# Tschagyrskaja-Höhle
Die Tschagyrskaja-Höhle, auch Chagyrskaya-Höhle, russisch  Чагырская пещера, englisch Chagyrskaya Cave, ist eine im Süden von Westsibirien, in den westlichen Ausläufern des russischen Altai gelegene Karsthöhle. Die 2007 von Sergei Wassiljewitsch Markin entdeckte Höhle ist die fundreichste altsteinzeitliche Fundstätte dieses Hochgebirges.

## Geographische Lage und Topographie
Die Tschagyrskaja-Höhle liegt 400 km Luftlinie südlich von Nowosibirsk in einem Felsmassiv am linken Flussufer eines Seitenarms des Tscharysch. Sie hat eine Tiefe von 20 m und gliedert sich in zwei Kammern mit einer Gesamtfläche von ca. 130 m². Ihr 5 m breites und etwa 7 m hohes Portal befindet sich 19 m über dem Flussufer und weist nach Norden. Die nächste Ansiedlung Ust-Tschagyrka (Усть-Чагырка) liegt 1,5 km flussabwärts. Die urgeschichtlich ebenfalls bedeutsame Okladnikow-Höhle liegt 70 km nordöstlich, die Denissowa-Höhle 100 km weiter im Osten.

## Befund
Seit 2007 finden in der Höhle archäologische Ausgrabungen statt, die bislang eine Fläche von rund 35 m² umfassen (Stand 2016). In der bis zu 3,5 m mächtigen Sedimentfüllung konnten im Eingangsbereich und in der ersten Kammer 8 Strata mit teilweise weiteren Unterhorizonten unterschieden werden. Die beiden ältesten, sterilen Schichten stammen wahrscheinlich aus vorpleistozäner Zeit bzw. haben ein Alter von rund 330.000 Jahren. Die Horizonte 6 und 5 wurden am Übergang der Sauerstoff-Isotopenstufe 4 zur Stufe 3 zwischen 63.000 und 48.000 Jahren vor heute abgelagert und enthielten neben menschlichen Überresten von Neandertalern auch zahlreiche mittelpaläolithische Steinartefakte, Knochenwerkzeuge sowie eiszeitliche Tier- und Pflanzenreste. Die aufliegenden Schichten lieferten keine Nachweise für menschliche Begehung während des Jungpaläolithikums, erst in der Bronzezeit hielten sich wieder Menschen in der Höhle auf.

### Steinartefakte
Das lithische Inventar der Horizonte 6a bis 6c umfasst mehr als 90.000 Artefakte. Es überwiegen Schlagabfälle in Form von Absplissen und Trümmern, die vorliegenden Steinwerkzeuge wurden demnach zumeist vor Ort hergestellt und nur in geringem Umfang als Rohlinge oder Fertigprodukte in die Höhle eingebracht. Als Rohmaterial kamen 25 verschiedene Gesteinsarten zum Einsatz, darunter Hornstein, Chalcedon, Jaspis und Porphyr, die wahrscheinlich aus den nahen Flussschottern stammen. Eine Abschlagproduktion nach dem Levallois-Konzept fand sich nicht, bei den Werkzeugen dominieren bifaziell bearbeitete, halbtrapez-, halbmond- und blattförmige Schaber und Spitzen, Faustkeilblätter sowie Klausennische- und Bocksteinmesser. Zudem sind als Nebenprodukte einige Klingen und wenige Kerne enthalten. Die angewandten Abschlagtechniken und formenkundlichen Eigenschaften der Werkzeuge sind vergleichbar mit den Inventaren der mittel- und osteuropäischen Keilmessergruppen, wie sie z. B. aus der Sesselfelsgrotte und der Vindija-Höhle bekannt sind. Ein gleichartig ausgeprägter Technokomplex fand sich im westasiatischen Raum bislang nur in der Okladnikow-Höhle. Ein weiteres Alleinstellungsmerkmal der Tschagyrskaja-Höhle sind die in großer Zahl vorhandenen Bisonknochen, die aufgrund ihrer charakteristischen Narbenfelder als Retuscheure angesprochen werden und dem Schärfen von Steingeräten dienten. Diese Werkzeuge sind an keiner anderen mittelpaläolithischen Fundstelle im russischen Altai nachgewiesen, kommen jedoch häufig an europäischen Fundplätzen dieser Zeitstellung vor.

### Menschliche Überreste
Bislang wurden 74 menschliche Knochenreste und Zähne von Neandertalern freigelegt, die zwischen 59.000 und 49.000 Jahre alt sind (Stand 2020). Sie liegen überwiegend fragmentarisch vor, die Oberflächen sind gut erhalten und weisen keine Schnitt- oder Schlagspuren auf. Es handelt sich unter anderem um Teile und Fragmente von Wirbeln, Handwurzelknochen, einem Oberschenkelknochen, einer rechten Unterkieferhälfte und verschiedenen Backen-, Schneide- und Milchzähnen, die von mindestens fünf erwachsenen und einem oder mehreren heranwachsenden Individuen stammen. Die aus dem Fingerknochen (Phalanx distalis, Chagyrskaya 8) einer weiblichen Person gewonnene mitochondriale DNA ließ nach ersten Untersuchungen darauf schließen, dass es sich bei den Neandertalern von der Tschagyrskaja-Höhle um eine einzelne, kleinere Population von weniger als 60 Personen gehandelt haben muss, die sich nur relativ kurzzeitig im Umkreis der Höhle aufgehalten hat. Diese Hypothese ließ sich bestätigen, nachdem Mitarbeiter des Max-Planck-Instituts für evolutionäre Anthropologie in Leipzig aus verschiedenen Sedimentproben die chromosomale DNA mehrerer Individuen gewinnen und sequenzieren konnten und diese der mitochondrialen DNA von Chagyrskaya 8 stark ähnelten. Ein Erbgutvergleich hat zudem gezeigt, dass eine engere genetische Verwandtschaft zu den Neandertalern der Vindija-Höhle in Kroatien und der Mesmaiskaja-Höhle im Nordkaukasus besteht als zu jenen der nur 100 km entfernten Denissowa-Höhle. Es wird daher angenommen, dass sich osteuropäische Neandertaler vor rund 60.000 Jahren entlang des eurasischen Steppengürtels nach Südsibirien ausbreiteten und die dort lebenden Populationen verdrängten bzw. ersetzten.
Im Oktober 2022 berichteten Forscher im Fachblatt Nature von insgesamt 17 erfolgreichen Versuchen, aus Neandertaler-Knochen und -Zähnen sowohl Zellkern-DNA als auch Mitochondriale DNA (mtDNA) zu gewinnen: Zwei Proben stammten aus der Okladnikow-Höhle (mindestens 44.000 Jahre alt), 15 Proben aus der Tschagyrskaja-Höhle (zwischen 59.000 und 51.000 Jahre alt, darunter das Fossil Chagyrskaya 6). Die beiden Funde aus der Okladnikow-Höhle waren den Genanalysen zufolge nicht näher miteinander verwandt; sie lebten vielmehr in mehrere tausend Jahre voneinander entfernten Epochen. Jedoch wurde eine gewisse verwandtschaftliche Nähe zu den Bewohnern der Tschagyrskaja-Höhle nachgewiesen. In der Tschagyrskaja-Höhle hingegen konnte ein weibliches Neandertaler-Kind einem männlichen Erwachsenen als dessen Tochter zugeordnet werden. Zudem wurde zwei Verwandte zweiten Grades identifiziert: ein Junge und eine erwachsene Frau, die möglicherweise Cousin und Cousine waren, Neffe und Tante oder Enkel und Großmutter. Zudem ergab die Analyse von Heteroplasmien (Mutationen der mt-DNA), dass die Tschagyrskaja-Neandertaler vermutlich zu annähernd der gleichen Zeit in der Höhle lebten und zu Tode kamen und folglich wohl zur gleichen sozialen Gruppe gehörten. Die extrem geringen genetischen Unterschiede zwischen ihnen wurden dahingehend interpretiert, dass ihre Gruppe nur aus 10 bis 20 Individuen bestanden haben könnte. In einem Begleitartikel der Max-Planck-Gesellschaft hieß es: „Dies ist eine viel niedrigere genetische Vielfalt als alle Werte, die für jede frühere oder heutige menschliche Gemeinschaft ermittelt wurden, und entspricht eher den Gruppengrößen gefährdeter Arten am Rande des Aussterbens.“ Auffallend niedriger im Vergleich mit der mtDNA (die nur von der Mutter auf die Kinder übertragen wird) war überdies die Diversität des Y-Chromosoms, das nur vom Vater auf den Sohn übertragen wird. Hieraus wurde geschlussfolgert, dass diese späten Neandertaler-Gemeinschaften in erster Linie durch die Ab- und Zuwanderung von Frauen verbunden waren.